# Elizabeth Cary Agassiz

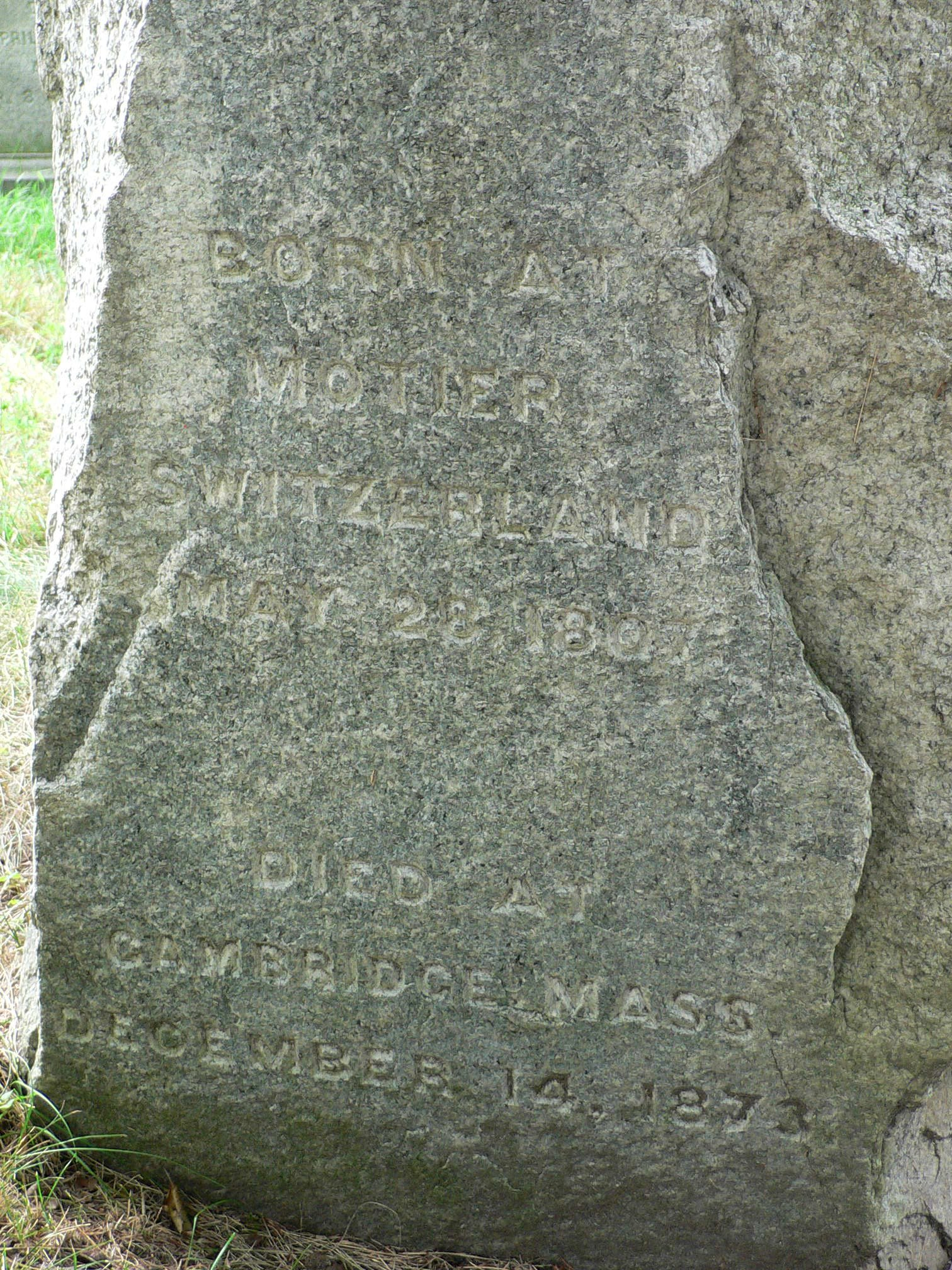
Grab von E. C. Agassiz

Elizabeth Cabot Agassiz, geborene Cary (* 5. Dezember 1822 in Boston, Massachusetts; † 27. Juni 1907 in Arlington Heights, Massachusetts), war eine US-amerikanische Erzieherin und Naturkundlerin sowie die erste Präsidentin des Radcliffe College.

## Leben
Elizabeth Cary wurde 1822 in die Bostoner Oberschicht geboren. Wegen ihrer schwachen Gesundheit erhielt sie Hausunterricht. 1850 heiratete sie einen Witwer, den Naturwissenschaftler Louis Agassiz, der zuvor (1849) zusammen mit seinen drei Kindern aus der Schweiz in die USA ausgewandert war. Sie organisierte den gemeinsamen Haushalt, kümmerte sich um die Finanzen der Familie und um die Kinder aus Agassiz’ erster Ehe. Auch arbeitete sie eng mit ihrem Mann zusammen an seinen wissenschaftlichen Studien.

## Werk
Elizabeth Cabot Agassiz leitete von 1855 bis 1859 die Agassiz-Schule für Mädchen.
Sie begleitete ihren Ehemann auf seinen ausgedehnten Reisen, wie nach Brasilien und nach Galapagos, und führte über die Entdeckungen Buch. Nach dem Tod ihres Mannes (1873) veröffentlichte sie mehrere Bücher über Naturkunde, zum Teil gemeinsam mit ihrem Stiefsohn Alexander Agassiz.
1879 wurde Agassiz eine der sieben Geschäftsführerinnen der Society for the Private Collegiate Instruction for Women (Harvard Annex). Sie war wesentlich daran beteiligt, dass der Harvard Annex für die Bildung von Frauen 1894 an der Harvard University in das Radcliffe College umgewandelt wurde. Von 1894 bis 1900 stand dieses College unter ihrer Leitung und von 1900 bis 1903 war sie dessen Ehrenpräsidentin. Mit ihrem Takt und ihren Fundraising-Fähigkeiten förderte sie das College und trug wesentlich zu dessen Kontinuität bei.
Sie war (ab 1869) eines der ersten weiblichen Mitglieder der American Philosophical Society (zusammen mit Mary Fairfax Somerville und Maria Mitchell).

## Schriften (Auswahl)
- Actaea, a First Lesson in Natural History. 1859.
- An Amazonian Picnic. In: The Atlantic Monthly 17, März 1866, S. 313–323.
- The Hassler Glacier in the Straits of Magellan. In: The Atlantic Monthly 30, Oktober 1872, S, 472–478.
- In the Straits of Magellan. In: The Atlantic Monthly 31, Januar 1873.
- A Cruise through the Gallapagos. In: The Atlantic Monthly 31, Mai 1873.
- Louis Agassiz: His Life and Correspondence, 2 Bände. Macmillan, London, 1885.
- mit A. Agassiz: Seaside Studies in Natural History. Marine Animals of Massachusetts Bay. Radiates. 2. Auflage, Houghton Mifflin, Boston, 1871.
- mit L. Agassiz: A Journey in Brazil. Ticknor and Fields, Boston, 1868.